# Rui da Silva (Leichtathlet)
Rui da Silva (* 15. September 1951 in Nilópolis; † 5. Mai 1999 in Rio de Janeiro) war ein brasilianischer Sprinter.
Bei den Südamerikameisterschaften 1974 in Santiago de Chile siegte er über 100 und 200 Meter.
1975 verteidigte er seine Titel bei den Südamerikameisterschaften in Rio de Janeiro und wurde bei den Panamerikanischen Spielen in Mexiko-Stadt Siebter über 100 Meter.
Bei den Olympischen Spielen 1976 in Montreal wurde er Fünfter über 200 Meter und erreichte über 100 Meter das Halbfinale.
1977 kam er beim Weltcup in Düsseldorf mit der amerikanischen Mannschaft in der 4-mal-100-Meter-Staffel auf den dritten Platz und wurde bei den Südamerikameisterschaften in Montevideo erneut Doppelsieger über 100 und 200 Meter.
Bei den Panamerikanischen Spielen 1979 in San Juan gewann er Bronze in der 4-mal-100-Meter-Staffel und wurde Fünfter über 100 Meter.

## Persönliche Bestzeiten
- 100 m: 10,36 s, 13. Oktober 1975, Mexiko-Stadt
- 200 m: 20,76 s, 25. Juli 1976, Montreal